# Amirzeitli
Amirzeitli (azerbajdzjanska: Əmirzeydli) är en ort i Azerbajdzjan.   Den ligger i distriktet Bejläqan, i den södra delen av landet, 210 kilometer väster om huvudstaden Baku. Amirzeitli ligger 79 meter över havet och antalet invånare är 887.
Terrängen runt Amirzeitli är platt. Närmaste större samhälle är Zargyar Vtoroye, 3,6 kilometer sydväst om Amirzeitli.
Trakten runt Amirzeitli består till största delen av jordbruksmark. Runt Amirzeitli är det ganska tätbefolkat, med 104 invånare per kvadratkilometer.